# Fama, ¡a bailar! 2018
Fama, ¡a bailar! 2018 es la octava edición del formato de televisión Fama, ¡a bailar! en España y la sexta edición de Fama, ¡a bailar!. Tras siete años sin la emisión del formato, y debido al éxito de otros programas recuperados como Operación Triunfo, Fama ¡a bailar! ha vuelto en el año 2018 a la televisión, siendo la primera vez que se retransmite mediante un canal de pago como #0 de Movistar +. La escuela está dirigida por el bailarín Igor Yebra y es presentado por Paula Vázquez. l

## Canal 24 horas
Al igual que OT 2017, fama dispone de un canal 24 horas en YouTube y en el dial 29 de Movistar+, para ver todo lo que ocurre en la escuela.
El canal comenzó las emisiones el 11 de marzo de 2018 y cesará con el fin de Fama, A Bailar.

## Novedades de esta edición
- Primera edición emitida en formato de pago.
- Su emisión pasa de Cuatro a #0.
- Vuelta de Paula Vázquez como presentadora del programa.
- Igor Yebra sustituye a Lola González como director de la academia de baile.
- Nuevo equipos de profesores: Iker Karrera, Ruth Prim, Raymond Naval, Carla Cervantes y Sandra Egido
- Primera edición con canal 24 horas en YouTube y el dial 29 de Movistar+.
- El 24 horas tuvo su sección semanal compuesta por los hermanos youtubers; Judith Jaso y Fernando Jaso.
- El reality tuvo una app para votar por primera vez
- Su duración fue de 13 semanas y galas diarias de D-J en horario de acess; 21h00.
- Hubo 30 concursantes.
- Se grabó en Alcalá de Henares[3]

## Cástines: ciudades y fechas
- Madrid (13 de febrero).
- Valencia (15 de febrero)
- Sevilla (17 de febrero)
- Bilbao (19 de febrero)
- Barcelona (21 de febrero)
- Las Palmas (23 de febrero).[4]

## Concursantes
El programa comenzó con 16 concurantes, 15 de los iniciales seleccionados mediante el proceso de casting, y un 16º seleccionado (Mónica Peña) como ganador de un proceso de audiciones y votaciones abierto en la web. Los concursantes participan divididos en parejas, sin importar el género, pero son expulsados de forma individual. Cada semana una nueva pareja entra en sustitución de la pareja expulsada.
| Concursante                       | Estilo de bailarin/a         | Expulsión                              |
| Diana Grytsailo, Wondy 23, Teruel | Contemporáneo                | Ganadora                               |
| Pablo Costas 20, Madrid           | Contemporáneo                | 2.º clasificado                        |
| Adrián Manzano 21, Cádiz          | Contemporáneo fusión         | 3.º clasificado                        |
| Ester Carbonero 20, Málaga        | Neoclásico                   | 4.ª clasificada                        |
| José Luis Valero 25, Barcelona    | Urbano fusión                | 5.º clasificado Última expulsión       |
| Lucía López 23, Madrid            | Comercial                    | 6.ª clasificada Nominada contra Valero |
| Ugo Boulard 19, Barcelona         | Urbano fusión                | 7.º clasificado Nominado contra Ester  |
| Kino Luque 22, Córdoba            | Bailes de salón / Clásico    | 8.º clasificado Nominado contra Valero |
| Claudia Riera 22, Lérida          | Danza urbana                 | 24.ª expulsada Nominada contra Kino    |
| Mónica Peña 27, Shanghái          | Comercial fusión             | 23.ª expulsada Nominada                |
| Oriana Meléndez 23, Sevilla       | Dancehall                    | 22.ª expulsada Retada por Ugo          |
| Oriana Meléndez 23, Sevilla       | Dancehall                    | 3.ª expulsada Nominada por arrastre    |
| Clara Thomson 23, Barcelona       | House / Hip-hop              | 21.ª expulsada Nominada                |
| Cristian Giraldo 26, Barcelona    | Urbano fusión                | 20.º expulsado Nominado                |
| Saydi Lubanzadio 21, Llodio       | Danza urbana                 | 19.ª expulsada Nominada                |
| Fran Ruiz 18, Málaga              | Danza urbana                 | 18.º expulsado Retó a Kino             |
| Andoni García 21, Bilbao          | Contemporáneo                | 17.º expulsado Nominado por arrastre   |
| Julia Valenzuela 24, Sevilla      | Urbano fusión                | 16.ª expulsada Retada por Kino         |
| Julia Valenzuela 24, Sevilla      | Urbano fusión                | 8.ª expulsada Retó a Mónica            |
| Lidya Rioboo 26, París            | Hip hop / Popping            | 15.ª expulsada Nominada                |
| David Castelló 21, Valencia       | Clásico                      | 14.º expulsado Retó a Kino             |
| Enrique Millán, Erick 25, Huelva  | Funk Style (popping-locking) | 13.º expulsado Nominado                |
| Manuel Rico 22, Sevilla           | Hip-hop / Contemporáneo      | 12.º expulsado Retó a Lidya            |
| Dama Romera 23, Badalona          | Hip-hop                      | 11.ª expulsada Nominada                |
| Beatriz del Monte 23, Santander   | Danza urbana                 | 10.ª expulsada Retó a Ester            |
| Cora Panizza 28, Barcelona        | Experimental fusión          | 9.ª expulsada Nominada                 |
| Sufi Ben 23, Madrid               | BBoy                         | 7.º expulsado Nominado                 |
| Txema Sammar 25, Murcia           | Urbano fusión                | 6.º expulsado Retó a Beatriz           |
| Laura González 22, Vigo           | Jazz fusión                  | 5.ª expulsada Nominada                 |
| Antonio Aguado, Shyno 31, Granada | BBoy                         | 4.º expulsado Retó a Claudia           |
| Daniel Mompi 23, Palma            | Acróbata / Hip hop           | 2.º expulsado Retó a Ester             |
| Belén Leroux 22, Londres          | Urbano fusión                | 1.ª expulsada Nominada por arrastre    |

### Estadísticas semanales
| Wondy    |  |   |   |   |   |   |   |    |   |   |   |   |   |      |      |      |      | Ganadora |  |  |  |  |  |  |  |  |  |  |  |  |  |  |  |  |  |  |  |  |  |  |  |  |  |  |  |  |  |  |  |  |  |  |  |  |  |  |  |  |  |  |  |  |  |  |  |  |  |  |  |  |  |  |  |  |  |  |  |  |  |  |  |  |  |  |  |  |  |  |  |  |  |  |  |  |  |  |  |  |  |  |  |  |  |  |  |  |  |  |  |  |  |  |  |  |  |  |  |  |
| Pablo    |  | N |   | N |   |   |   |    |   |   |   |   |   |      |      |      |      | 2ºF      |  |  |  |  |  |  |  |  |  |  |  |  |  |  |  |  |  |  |  |  |  |  |  |  |  |  |  |  |  |  |  |  |  |  |  |  |  |  |  |  |  |  |  |  |  |  |  |  |  |  |  |  |  |  |  |  |  |  |  |  |  |  |  |  |  |  |  |  |  |  |  |  |  |  |  |  |  |  |  |  |  |  |  |  |  |  |  |  |  |  |  |  |  |  |  |  |  |  |  |  |
| Adrián   |  |   |   |   |   |   |   |    |   |   |   |   |   |      |      |      |      | 3ºF      |  |  |  |  |  |  |  |  |  |  |  |  |  |  |  |  |  |  |  |  |  |  |  |  |  |  |  |  |  |  |  |  |  |  |  |  |  |  |  |  |  |  |  |  |  |  |  |  |  |  |  |  |  |  |  |  |  |  |  |  |  |  |  |  |  |  |  |  |  |  |  |  |  |  |  |  |  |  |  |  |  |  |  |  |  |  |  |  |  |  |  |  |  |  |  |  |  |  |  |  |
| Ester    |  | N |   | N |   |   |   |    |   |   |   |   | N |      | N    |      |      | 4ªF      |  |  |  |  |  |  |  |  |  |  |  |  |  |  |  |  |  |  |  |  |  |  |  |  |  |  |  |  |  |  |  |  |  |  |  |  |  |  |  |  |  |  |  |  |  |  |  |  |  |  |  |  |  |  |  |  |  |  |  |  |  |  |  |  |  |  |  |  |  |  |  |  |  |  |  |  |  |  |  |  |  |  |  |  |  |  |  |  |  |  |  |  |  |  |  |  |  |  |  |  |
| Valero   |  |   |   |   |   |   |   | N  |   |   |   |   |   | N    |      | N    | 5ºSF |          |  |  |  |  |  |  |  |  |  |  |  |  |  |  |  |  |  |  |  |  |  |  |  |  |  |  |  |  |  |  |  |  |  |  |  |  |  |  |  |  |  |  |  |  |  |  |  |  |  |  |  |  |  |  |  |  |  |  |  |  |  |  |  |  |  |  |  |  |  |  |  |  |  |  |  |  |  |  |  |  |  |  |  |  |  |  |  |  |  |  |  |  |  |  |  |  |  |  |  |  |
| Lucía    |  |   |   |   |   |   |   | N  |   |   |   |   |   |      |      | 6ªSF |      |          |  |  |  |  |  |  |  |  |  |  |  |  |  |  |  |  |  |  |  |  |  |  |  |  |  |  |  |  |  |  |  |  |  |  |  |  |  |  |  |  |  |  |  |  |  |  |  |  |  |  |  |  |  |  |  |  |  |  |  |  |  |  |  |  |  |  |  |  |  |  |  |  |  |  |  |  |  |  |  |  |  |  |  |  |  |  |  |  |  |  |  |  |  |  |  |  |  |  |  |  |
| Ugo      |  |   |   |   |   | N |   |    |   |   | N | N |   |      | 7ºSF |      |      |          |  |  |  |  |  |  |  |  |  |  |  |  |  |  |  |  |  |  |  |  |  |  |  |  |  |  |  |  |  |  |  |  |  |  |  |  |  |  |  |  |  |  |  |  |  |  |  |  |  |  |  |  |  |  |  |  |  |  |  |  |  |  |  |  |  |  |  |  |  |  |  |  |  |  |  |  |  |  |  |  |  |  |  |  |  |  |  |  |  |  |  |  |  |  |  |  |  |  |  |  |
| Kino     |  |   |   |   |   |   |   |    | N |   |   |   | N | 8ºSF |      |      |      |          |  |  |  |  |  |  |  |  |  |  |  |  |  |  |  |  |  |  |  |  |  |  |  |  |  |  |  |  |  |  |  |  |  |  |  |  |  |  |  |  |  |  |  |  |  |  |  |  |  |  |  |  |  |  |  |  |  |  |  |  |  |  |  |  |  |  |  |  |  |  |  |  |  |  |  |  |  |  |  |  |  |  |  |  |  |  |  |  |  |  |  |  |  |  |  |  |  |  |  |  |
| Claudia  |  |   | N |   |   |   |   |    | N | N | N | N | N |      |      |      |      |          |  |  |  |  |  |  |  |  |  |  |  |  |  |  |  |  |  |  |  |  |  |  |  |  |  |  |  |  |  |  |  |  |  |  |  |  |  |  |  |  |  |  |  |  |  |  |  |  |  |  |  |  |  |  |  |  |  |  |  |  |  |  |  |  |  |  |  |  |  |  |  |  |  |  |  |  |  |  |  |  |  |  |  |  |  |  |  |  |  |  |  |  |  |  |  |  |  |  |  |  |
| Mónica   |  |   | N |   |   |   |   |    | N | N |   | N | N |      |      |      |      |          |  |  |  |  |  |  |  |  |  |  |  |  |  |  |  |  |  |  |  |  |  |  |  |  |  |  |  |  |  |  |  |  |  |  |  |  |  |  |  |  |  |  |  |  |  |  |  |  |  |  |  |  |  |  |  |  |  |  |  |  |  |  |  |  |  |  |  |  |  |  |  |  |  |  |  |  |  |  |  |  |  |  |  |  |  |  |  |  |  |  |  |  |  |  |  |  |  |  |  |  |
| Oriana   |  |   | N |   |   |   |   |    |   |   |   |   |   |      |      |      |      |          |  |  |  |  |  |  |  |  |  |  |  |  |  |  |  |  |  |  |  |  |  |  |  |  |  |  |  |  |  |  |  |  |  |  |  |  |  |  |  |  |  |  |  |  |  |  |  |  |  |  |  |  |  |  |  |  |  |  |  |  |  |  |  |  |  |  |  |  |  |  |  |  |  |  |  |  |  |  |  |  |  |  |  |  |  |  |  |  |  |  |  |  |  |  |  |  |  |  |  |  |
| Clara    |  |   |   |   |   |   |   |    |   |   |   | N |   |      |      |      |      |          |  |  |  |  |  |  |  |  |  |  |  |  |  |  |  |  |  |  |  |  |  |  |  |  |  |  |  |  |  |  |  |  |  |  |  |  |  |  |  |  |  |  |  |  |  |  |  |  |  |  |  |  |  |  |  |  |  |  |  |  |  |  |  |  |  |  |  |  |  |  |  |  |  |  |  |  |  |  |  |  |  |  |  |  |  |  |  |  |  |  |  |  |  |  |  |  |  |  |  |  |
| Cristian |  |   |   |   |   |   |   |    |   |   | N |   |   |      |      |      |      |          |  |  |  |  |  |  |  |  |  |  |  |  |  |  |  |  |  |  |  |  |  |  |  |  |  |  |  |  |  |  |  |  |  |  |  |  |  |  |  |  |  |  |  |  |  |  |  |  |  |  |  |  |  |  |  |  |  |  |  |  |  |  |  |  |  |  |  |  |  |  |  |  |  |  |  |  |  |  |  |  |  |  |  |  |  |  |  |  |  |  |  |  |  |  |  |  |  |  |  |  |
| Saydi    |  |   |   |   |   | N |   |    |   |   | N |   |   |      |      |      |      |          |  |  |  |  |  |  |  |  |  |  |  |  |  |  |  |  |  |  |  |  |  |  |  |  |  |  |  |  |  |  |  |  |  |  |  |  |  |  |  |  |  |  |  |  |  |  |  |  |  |  |  |  |  |  |  |  |  |  |  |  |  |  |  |  |  |  |  |  |  |  |  |  |  |  |  |  |  |  |  |  |  |  |  |  |  |  |  |  |  |  |  |  |  |  |  |  |  |  |  |  |
| Fran     |  |   |   |   | N |   | N |    |   | N |   |   |   |      |      |      |      |          |  |  |  |  |  |  |  |  |  |  |  |  |  |  |  |  |  |  |  |  |  |  |  |  |  |  |  |  |  |  |  |  |  |  |  |  |  |  |  |  |  |  |  |  |  |  |  |  |  |  |  |  |  |  |  |  |  |  |  |  |  |  |  |  |  |  |  |  |  |  |  |  |  |  |  |  |  |  |  |  |  |  |  |  |  |  |  |  |  |  |  |  |  |  |  |  |  |  |  |  |
| Andoni   |  |   |   |   | N |   | N |    |   | N |   |   |   |      |      |      |      |          |  |  |  |  |  |  |  |  |  |  |  |  |  |  |  |  |  |  |  |  |  |  |  |  |  |  |  |  |  |  |  |  |  |  |  |  |  |  |  |  |  |  |  |  |  |  |  |  |  |  |  |  |  |  |  |  |  |  |  |  |  |  |  |  |  |  |  |  |  |  |  |  |  |  |  |  |  |  |  |  |  |  |  |  |  |  |  |  |  |  |  |  |  |  |  |  |  |  |  |  |
| Julia    |  |   |   |   | N |   |   |    |   |   |   |   |   |      |      |      |      |          |  |  |  |  |  |  |  |  |  |  |  |  |  |  |  |  |  |  |  |  |  |  |  |  |  |  |  |  |  |  |  |  |  |  |  |  |  |  |  |  |  |  |  |  |  |  |  |  |  |  |  |  |  |  |  |  |  |  |  |  |  |  |  |  |  |  |  |  |  |  |  |  |  |  |  |  |  |  |  |  |  |  |  |  |  |  |  |  |  |  |  |  |  |  |  |  |  |  |  |  |
| Lidya    |  |   |   |   |   |   |   |    | N |   |   |   |   |      |      |      |      |          |  |  |  |  |  |  |  |  |  |  |  |  |  |  |  |  |  |  |  |  |  |  |  |  |  |  |  |  |  |  |  |  |  |  |  |  |  |  |  |  |  |  |  |  |  |  |  |  |  |  |  |  |  |  |  |  |  |  |  |  |  |  |  |  |  |  |  |  |  |  |  |  |  |  |  |  |  |  |  |  |  |  |  |  |  |  |  |  |  |  |  |  |  |  |  |  |  |  |  |  |
| David    |  |   |   |   |   |   |   | N  |   |   |   |   |   |      |      |      |      |          |  |  |  |  |  |  |  |  |  |  |  |  |  |  |  |  |  |  |  |  |  |  |  |  |  |  |  |  |  |  |  |  |  |  |  |  |  |  |  |  |  |  |  |  |  |  |  |  |  |  |  |  |  |  |  |  |  |  |  |  |  |  |  |  |  |  |  |  |  |  |  |  |  |  |  |  |  |  |  |  |  |  |  |  |  |  |  |  |  |  |  |  |  |  |  |  |  |  |  |  |
| Erick    |  |   |   |   |   |   |   | N  |   |   |   |   |   |      |      |      |      |          |  |  |  |  |  |  |  |  |  |  |  |  |  |  |  |  |  |  |  |  |  |  |  |  |  |  |  |  |  |  |  |  |  |  |  |  |  |  |  |  |  |  |  |  |  |  |  |  |  |  |  |  |  |  |  |  |  |  |  |  |  |  |  |  |  |  |  |  |  |  |  |  |  |  |  |  |  |  |  |  |  |  |  |  |  |  |  |  |  |  |  |  |  |  |  |  |  |  |  |  |
| Manu     |  |   |   |   |   |   | N |    |   |   |   |   |   |      |      |      |      |          |  |  |  |  |  |  |  |  |  |  |  |  |  |  |  |  |  |  |  |  |  |  |  |  |  |  |  |  |  |  |  |  |  |  |  |  |  |  |  |  |  |  |  |  |  |  |  |  |  |  |  |  |  |  |  |  |  |  |  |  |  |  |  |  |  |  |  |  |  |  |  |  |  |  |  |  |  |  |  |  |  |  |  |  |  |  |  |  |  |  |  |  |  |  |  |  |  |  |  |  |
| Dama     |  |   |   |   |   |   | N |    |   |   |   |   |   |      |      |      |      |          |  |  |  |  |  |  |  |  |  |  |  |  |  |  |  |  |  |  |  |  |  |  |  |  |  |  |  |  |  |  |  |  |  |  |  |  |  |  |  |  |  |  |  |  |  |  |  |  |  |  |  |  |  |  |  |  |  |  |  |  |  |  |  |  |  |  |  |  |  |  |  |  |  |  |  |  |  |  |  |  |  |  |  |  |  |  |  |  |  |  |  |  |  |  |  |  |  |  |  |  |
| Beatriz  |  |   |   |   |   | N |   | FR |   |   |   |   |   |      |      |      |      |          |  |  |  |  |  |  |  |  |  |  |  |  |  |  |  |  |  |  |  |  |  |  |  |  |  |  |  |  |  |  |  |  |  |  |  |  |  |  |  |  |  |  |  |  |  |  |  |  |  |  |  |  |  |  |  |  |  |  |  |  |  |  |  |  |  |  |  |  |  |  |  |  |  |  |  |  |  |  |  |  |  |  |  |  |  |  |  |  |  |  |  |  |  |  |  |  |  |  |  |  |
| Cora     |  |   |   |   |   | N |   |    |   |   |   |   |   |      |      |      |      |          |  |  |  |  |  |  |  |  |  |  |  |  |  |  |  |  |  |  |  |  |  |  |  |  |  |  |  |  |  |  |  |  |  |  |  |  |  |  |  |  |  |  |  |  |  |  |  |  |  |  |  |  |  |  |  |  |  |  |  |  |  |  |  |  |  |  |  |  |  |  |  |  |  |  |  |  |  |  |  |  |  |  |  |  |  |  |  |  |  |  |  |  |  |  |  |  |  |  |  |  |
| Sufi     |  |   |   |   | N |   |   |    |   |   |   |   |   |      |      |      |      |          |  |  |  |  |  |  |  |  |  |  |  |  |  |  |  |  |  |  |  |  |  |  |  |  |  |  |  |  |  |  |  |  |  |  |  |  |  |  |  |  |  |  |  |  |  |  |  |  |  |  |  |  |  |  |  |  |  |  |  |  |  |  |  |  |  |  |  |  |  |  |  |  |  |  |  |  |  |  |  |  |  |  |  |  |  |  |  |  |  |  |  |  |  |  |  |  |  |  |  |  |
| Txema    |  |   |   | N |   |   |   |    |   |   |   |   |   |      |      |      |      |          |  |  |  |  |  |  |  |  |  |  |  |  |  |  |  |  |  |  |  |  |  |  |  |  |  |  |  |  |  |  |  |  |  |  |  |  |  |  |  |  |  |  |  |  |  |  |  |  |  |  |  |  |  |  |  |  |  |  |  |  |  |  |  |  |  |  |  |  |  |  |  |  |  |  |  |  |  |  |  |  |  |  |  |  |  |  |  |  |  |  |  |  |  |  |  |  |  |  |  |  |
| Laura    |  |   |   | N |   |   |   |    |   |   |   |   |   |      |      |      |      |          |  |  |  |  |  |  |  |  |  |  |  |  |  |  |  |  |  |  |  |  |  |  |  |  |  |  |  |  |  |  |  |  |  |  |  |  |  |  |  |  |  |  |  |  |  |  |  |  |  |  |  |  |  |  |  |  |  |  |  |  |  |  |  |  |  |  |  |  |  |  |  |  |  |  |  |  |  |  |  |  |  |  |  |  |  |  |  |  |  |  |  |  |  |  |  |  |  |  |  |  |
| Shyno    |  |   | N |   |   |   |   | FR |   |   |   |   |   |      |      |      |      |          |  |  |  |  |  |  |  |  |  |  |  |  |  |  |  |  |  |  |  |  |  |  |  |  |  |  |  |  |  |  |  |  |  |  |  |  |  |  |  |  |  |  |  |  |  |  |  |  |  |  |  |  |  |  |  |  |  |  |  |  |  |  |  |  |  |  |  |  |  |  |  |  |  |  |  |  |  |  |  |  |  |  |  |  |  |  |  |  |  |  |  |  |  |  |  |  |  |  |  |  |
| Dani     |  | N |   |   |   |   |   |    |   |   |   |   |   |      |      |      |      |          |  |  |  |  |  |  |  |  |  |  |  |  |  |  |  |  |  |  |  |  |  |  |  |  |  |  |  |  |  |  |  |  |  |  |  |  |  |  |  |  |  |  |  |  |  |  |  |  |  |  |  |  |  |  |  |  |  |  |  |  |  |  |  |  |  |  |  |  |  |  |  |  |  |  |  |  |  |  |  |  |  |  |  |  |  |  |  |  |  |  |  |  |  |  |  |  |  |  |  |  |
| Belén    |  | N |   |   |   |   |   |    |   |   |   |   |   |      |      |      |      |          |  |  |  |  |  |  |  |  |  |  |  |  |  |  |  |  |  |  |  |  |  |  |  |  |  |  |  |  |  |  |  |  |  |  |  |  |  |  |  |  |  |  |  |  |  |  |  |  |  |  |  |  |  |  |  |  |  |  |  |  |  |  |  |  |  |  |  |  |  |  |  |  |  |  |  |  |  |  |  |  |  |  |  |  |  |  |  |  |  |  |  |  |  |  |  |  |  |  |  |  |

     Ganador de Fama ¡a bailar! 6
     Segundo finalista de Fama ¡a bailar! 6
     Tercer finalista de Fama ¡a bailar! 6
     Cuarto finalista de Fama ¡a bailar! 6
     Finalista de Fama ¡a bailar! 6
     Semifinalista de Fama ¡a bailar! 6
     Gana la nominación de la recta final.
     Entra en la escuela.
     Inmune.
     Inmune por arrastre.
     Nominado, salvado por el público y no retado.
     Finalista de Fama a bailar decidido por los compañeros
     Ganador del reto y continúa/cambia con su pareja.
     Expulsado por el público en el reto.
     Expulsado por el público en la nominación.
     El concursante no estuvo esa semana en la escuela.
     El concursante volvió en la segunda oportunidad.
     El concursante vuelve repescado a la escuela.
     El concursante gana la batalla por entrar en la academia via casting en línea.
N Nominado de la semana
FR El concursante fue finalista en la repesca, pero no volvió a la escuela

## Transcurso semanal
| Domingo (Presentación coreos)                                                                        | Lunes (Inmunidad)                                                                     | Martes (Nominaciones) | Miércoles (Expulsión)                                                              | Jueves (Reto y nueva pareja) |
| --- | ------------------------------------------------------------------------------------- | --- | ---------------------------------------------------------------------------------- | --- |
| ESTRENO Presentación parejas. Presentación de coreos: Valero arrastra a Lucía Pablo arrastra a Ester | Inmunidad: Valero y Lucía ganan.                                                      | Nominaciones: Ester arrastra a Pablo Dani arrastra a Belén                                                                    | Expulsión: Belén expulsada Dani reta a Ester                                       | Reto: Ester gana el reto a Dani Ester y Pablo continúan como pareja Entrada nueva pareja: Beatriz y Cora                                |
| Presentación de coreos: Wondy arrastra a Adrián Ester arrastra a Pablo                               | Inmunidad: Wondy y Adrián ganan.                                                      | Nominaciones: Shyno arrastra a Oriana Claudia arrastra a Mónica                                                               | Expulsión: Oriana expulsada Shyno reta a Claudia                                   | Reto: Claudia gana el reto a Shyno Claudia y Mónica continúan como pareja Entrada nueva pareja: Laura y Txema                           |
| Presentación de coreos: Fran arrastra a Andoni Claudia arrastra a Mónica                             | Inmunidad: Fran y Andoni ganan.                                                       | Nominaciones: Ester arrastra a Pablo Laura arrastra a Txema                                                                   | Expulsión: Laura expulsada Txema reta a Beatriz                                    | Reto: Beatriz gana el reto a Txema Beatriz y Cora continúan como pareja Entrada nueva pareja: Julia y Sufi                              |
| Presentación de coreos: Ugo arrastra a Saydi Valero arrastra a Lucía                                 | Inmunidad: Valero y Lucía ganan.                                                      | Nominaciones: Andoni arrastra a Fran Sufi arrastra a Julia                                                                    | Expulsión: Sufi expulsado Julia reta a Mónica                                      | Reto: Mónica gana el reto a Julia Claudia y Mónica continúan como pareja Entrada nueva pareja: Kino y Lidya                             |
| Presentación de coreos: Kino arrastra a Lidya Claudia arrastra a Mónica                              | Inmunidad: Kino y Lidya ganan.                                                        | Nominaciones: Saydi arrastra a Ugo Cora arrastra a Beatriz                                                                    | Expulsión: Cora expulsada Beatriz reta a Ester                                     | Reto: Ester gana el reto a Beatriz Ester y Pablo continúan como pareja Entrada nueva pareja: Manu y Dama                                |
| Presentación de coreos: Wondy arrastra a Adrián Lucía arrastra a Valero Pablo arrastra a Ester       | Inmunidad: Pablo y Ester ganan.                                                       | Nominaciones: Dama y Manu, ambos nominados Andoni arrastra a Fran                                                             | Expulsión: Dama expulsada Manu reta a Lidya                                        | Reto: Lidya gana el reto a Manu Lidya y Kino continúan como pareja Entrada nueva pareja: Erick y David                                  |
| Presentación de coreos: Mónica arrastra a Claudia Ugo arrastra a Saydi                               | Inmunidad: Mónica y Claudia ganan. Finalistas repesca: Shyno, Julia, Oriana y Beatriz | Nominaciones: Erick arrastra a David Valero arrastra a Lucía                                                                  | Expulsión: Erick expulsado David reta a Kino                                       | Reto: Kino gana el reto a David Lidya y Kino continúan como pareja Entrada pareja repesca: Julia y Oriana                               |
| Presentación de coreos: Adrián arrastra a Wondy Fran arrastra a Andoni                               | Inmunidad: Adrián y Wondy ganan.                                                      | Nominaciones: Lidya arrastra a Kino Claudia y Mónica nominadas                                                                | Expulsión: Lidya expulsada Kino reta a Julia                                       | Reto: Kino gana el reto a Julia Kino y Oriana, nueva pareja Duelo nueva pareja: Clara y Cristian ganan el duelo Merche y Sara no entran |
| Presentación de coreos: Valero arrastra a Lucía Pablo arrasta a Ester                                | Inmunidad: Pablo y Ester ganan.                                                       | Nominaciones: Claudia arrastra a Mónica Fran arrastra a Andoni                                                                | Expulsión: Andoni expulsado Fran reta a Kino                                       | Reto: Kino gana a Fran Kino y Oriana continúan como pareja Cambio de parejas                                                            |
| Presentación de coreos: Pablo arrastra a Kino Mónica arrastra a Adrián                               | Inmunidad: Mónica y Adrián ganan                                                      | Nominaciones: Claudia y Ugo nominados Cristian y Saydi nominados                                                              | Expulsión: Saydi expulsada                                                         | Segunda expulsión: Cristian expulsado Vuelta a las parejas anteriores Clara y Ugo, nueva pareja                                         |
| Presentación de coreos: Adrián arrastra a Wondy Lucía arrastra a Valero                              | Inmunidad: Lucía y Valero ganan                                                       | Nominaciones: Clara arrastra a Ugo Mónica arrastra a Claudia                                                                  | Expulsión: Clara expulsada Ugo reta a Oriana                                       | Reto: Ugo gana el reto a Oriana Kino y Ugo, nueva pareja                                                                                |
| Presentación de coreos: Valero arrastra a Lucía Wondy arrastra a Adrián                              | Inmunidad: Wondy y Adrián finalistas                                                  | Nominaciones: Claudia y Mónica nominadas Ester nominada Kino nominado Lucía y Valero finalistas Pablo finalista Ugo finalista | Expulsión: Mónica expulsada Ester finalista                                        | Segunda expulsión: Claudia expulsada Kino finalista                                                                                     |
| Nominaciones: Kino nominado Valero nominado                                                          | Expulsión: Kino, 8º clasificado Nominaciones: Ester nominada Ugo nominado             | Expulsión: Ugo, 7º clasificado Nominaciones: Lucía nominada Valero nominado                                                   | Primera expulsión: Lucía, 6ª clasificada Segunda expulsión: Valero, 5º clasificado | FINAL Posiciones: Wondy 1ª clasificada Pablo 2º clasificado Adrián 3º clasificado Ester 4ª clasificada                                  |

## Actuaciones

### Semana 1
- Coreografía grupal: Delaporte («Un jardín»).

| Pareja           | Profesor(es)   | Estilo        | Canción                                  |
| ---------------- | -------------- | ------------- | ---------------------------------------- |
| Adrián y Wondy   | Raymond Naval  | Comercial     | «Breathe» (Jax Jones feat. Ina Wroldsen) |
| Andoni y Fran    | Iker Karrera   | Jazz-funk     | «Titled» (Christine and the Queens)      |
| Belén y Dani     | Carla y Sandra | Contemporáneo | «Believer» (Imagine Dragons)             |
| Claudia y Mónica | Raymond Naval  | Comercial     | «Look» (Leikeli47)                       |
| Ester y Pablo    | Carla y Sandra | Contemporáneo | «Issues» (Julia Michaels)                |
| Lucía y Valero   | Iker Karrera   | Jazz-funk     | «What I Might Do» (Ben Pearce)           |
| Oriana y Shyno   | Ruth Prim      | Hip hop       | «Doo-Wop (That Thing)» (Lauryn Hill)     |
| Saydi y Ugo      | Ruth Prim      | Hip hop       | «Finesse» (Bruno Mars feat. Cardi B)     |

### Semana 2
| Pareja           | Profesor(es)   | Estilo        | Canción                                   |
| ---------------- | -------------- | ------------- | ----------------------------------------- |
| Adrián y Wondy   | Carla y Sandra | Contemporáneo | «Worksong» (Hozier)                       |
| Andoni y Fran    | Raymond Naval  | Comercial     | «Look What You Made Me Do» (Taylor Swift) |
| Beatriz y Cora   | Iker Karrera   | Contemporáneo | «Cut The Cord» (Felix Jaehn)              |
| Claudia y Mónica | Ruth Prim      | Hip hop       | «El idioma de los dioses» (Nach)          |
| Ester y Pablo    | Raymond Naval  | Contemporáneo | «Video Games» (Lana Del Rey)              |
| Lucía y Valero   | Ruth Prim      | Hip hop       | «Mouhammad Alix» (Kery Kames)             |
| Oriana y Shyno   | Carla y Sandra | Contemporáneo | «Unfold» (Alina Baraz)                    |
| Saydi y Ugo      | Iker Karrera   | Jazz-funk     | «Change Your Mind» (Britney Spears)       |

### Semana 3
| Pareja           | Profesor(es)   | Estilo                  | Canción                             |
| ---------------- | -------------- | ----------------------- | ----------------------------------- |
| Adrián y Wondy   | Iker Karrera   | Contemporáneo           | «Until We Bleed» (Kleerup)          |
| Andoni y Fran    | Ruth Prim      | Hip hop                 | «Let's Go» (Travis Barker)          |
| Cora y Beatriz   | Carla y Sandra | Contemporáneo comercial | «Love It or Leave It» (Asaf Avidan) |
| Claudia y Mónica | Iker Karrera   | Jazz-funk               | «Shape Of You» (Eza)                |
| Ester y Pablo    | Ruth Prim      | Hip hop                 | «Voices» (20syl)                    |
| Lucía y Valero   | Raymond Naval  | Comercial / hip hop     | «No Drama» (Tinashe)                |
| Laura y Txema    | Raymond Naval  | Jazz-funk               | «Alejandro» (Lady Gaga)             |
| Saydi y Ugo      | Carla y Sandra | Contemporáneo           | «Bruises» (Lewis Capaldi)           |

### Semana 4
| Pareja           | Profesor(es)   | Estilo                    | Canción                                     |
| ---------------- | -------------- | ------------------------- | ------------------------------------------- |
| Adrián y Wondy   | Ruth Prim      | Hip hop                   | «16 Shots» (Stefflon Don)                   |
| Andoni y Fran    | Carla & Sandra | Contemporáneo             | «Wicked Game» (James Vicent)                |
| Cora y Beatriz   | Raymond Naval  | Comercial                 | «Mi gente» (J Balvin)                       |
| Claudia y Mónica | Iker Karrera   | Jazz-funk / contemporáneo | «Genesis» (Dua Lipa)                        |
| Ester y Pablo    | Iker Karrera   | Jazz-funk / salsa         | «Instruction» (Jax Jones feat. Demi Lovato) |
| Julia y Sufi     | Ruth Prim      | Hip hop                   | «Holdin' On» (Flume)                        |
| Lucía y Valero   | Carla & Sandra | Contemporáneo urbano      | «Better Days» (Grey Killer)                 |
| Saydi y Ugo      | Raymond Naval  | Contemporáneo             | «Needed Me» (Rihanna)                       |

### Semana 5
Durante la quinta semana, Ruth Prim no pudo estar presente por otros compromisos profesionales por lo que sus clases fueron impartidas por Diana Ballesteros.
| Pareja           | Profesor(es)      | Estilo                  | Canción                                 |
| ---------------- | ----------------- | ----------------------- | --------------------------------------- |
| Adrián y Wondy   | Iker Karrera      | Comercial               | «Bad Romance» (Lady GaGa)               |
| Andoni y Fran    | Iker Karrera      | Jazz-funk contemporáneo | «We Are Bleset» (BLESET)                |
| Beatriz y Cora   | Diana Ballesteros | Waacking                | «Lovin' Is Really My Game» (Brainstorm) |
| Claudia y Mónica | Carla y Sandra    | Contemporáneo comercial | «Borders» (M.I.A.)                      |
| Ester y Pablo    | Raymond Naval     | Jazz-funk               | «Call me mother» (RuPaul)               |
| Kino y Lidya     | Carla y Sandra    | Contemporáneo           | «Toes» (Glass Animals)                  |
| Lucía y Valero   | Raymond Naval     | Contemporáneo           | «Crowded Places» (BANKS)                |
| Saydi y Ugo      | Diana Ballesteros | Waacking                | «Gangsta Walk» (SNBRN feat. Nate Dogg)  |

### Semana 6
| Pareja           | Profesor(es)   | Estilo              | Canción                           |
| ---------------- | -------------- | ------------------- | --------------------------------- |
| Adrián y Wondy   | Carla y Sandra | Contemporáneo       | «On Our Knees» (Konoba)           |
| Andoni y Fran    | Raymond Naval  | Contemporáneo       | «Sex Therapy» (Robin Thicke)      |
| Claudia y Mónica | Raymond Naval  | Comercial y hip hop | «Fiebre» (Bad Gyal)               |
| Dama y Manu      | Ruth Prim      | Hip hop             | «Adentro» (Calle 13)              |
| Ester y Pablo    | Carla y Sandra | Contemporáneo       | «No Diggity» (Alice Jemima)       |
| Kino y Lidya     | Iker Karrera   | Contemporáneo       | «Jolene» (Ray LaMontagne)         |
| Lucía y Valero   | Iker Karrera   | Jazz-funk           | «Good For You» (Selena Gomez)     |
| Saydi y Ugo      | Ruth Prim      | Hip hop             | «Strangers Things» (Joyner Lucas) |

### Semana 7
| Pareja           | Profesor(es)   | Estilo                  | Canción                                                |
| ---------------- | -------------- | ----------------------- | ------------------------------------------------------ |
| Adrián y Wondy   | Raymond Naval  | Comercial / hip hop     | «I like it» (Cardi B)                                  |
| Andoni y Fran    | Carla y Sandra | Contemporáneo comercial | «Counting stars» (OneRepublic)                         |
| Claudia y Mónica | Ruth Prim      | Afro-Hip hop            | «Man's not hot» (Big Shak)                             |
| Erick y David    | Carla y Sandra | Contemporáneo           | «Audio Dope» (Pai Mei)                                 |
| Ester y Pablo    | Iker Karrera   | Contemporáneo           | «Fix you» (Coldplay)                                   |
| Kino y Lidya     | Ruth Prim      | Hip hop / comercial     | «Fresas con nata» (Ayax y Prok)                        |
| Lucía y Valero   | Raymond Naval  | Contemporáneo comercial | «Haunted» (Beyoncé)                                    |
| Saydi y Ugo      | Iker Karrera   | Contemporáneo           | «Nothing's Gonna Hurt You Baby» (Cigarettes After Sex) |

### Semana 8
| Pareja           | Profesor(es)   | Estilo                  | Canción                                 |
| ---------------- | -------------- | ----------------------- | --------------------------------------- |
| Adrián y Wondy   | Iker Karrera   | Contemporáneo           | «Excavation Part II» (The Haxan Cloax)  |
| Andoni y Fran    | Ruth Prim      | Hip hop                 | «Queremos sonar» (D'MOORS)              |
| Claudia y Mónica | Carla y Sandra | Contemporáneo           | «Basic Instinct» (The Acid)             |
| Ester y Pablo    | Ruth Prim      | Comercial / Hip hop     | «Wild thoughts» (DJ Khaled ft. Rihanna) |
| Julia y Oriana   | Iker Karrera   | Jazz-funk contemporáneo | «No roots» (Alice Merton)               |
| Kino y Lidya     | Raymond Naval  | Contemporáneo           | «Dusk Till Dawn» (Zayn ft. Sia)         |
| Lucía y Valero   | Carla y Sandra | Contemporáneo           | «Deep over distance» (Ben Howard)       |
| Saydi y Ugo      | Raymond Naval  | Jazz-funk               | «Tension» (Fergie)                      |

### Semana 9
| Pareja           | Profesor(es)   | Estilo                | Canción                                         |
| ---------------- | -------------- | --------------------- | ----------------------------------------------- |
| Adrián y Wondy   | Ruth Prim      | House                 | «Mating dance» (Flako)                          |
| Andoni y Fran    | Iker Karrera   | Jazz-funk             | «Schoolin' Life» (Beyoncé)                      |
| Clara y Cristian | Raymond Naval  | Jazz-funk / Comercial | «Don't be so shy» (Imany)                       |
| Claudia y Mónica | Iker Karrera   | Contemporáneo         | «I'd Rather Go Blind» (Etta James)              |
| Ester y Pablo    | Raymond Naval  | Contemporáneo         | «Chi Chi» (Azealia Banks)                       |
| Kino y Oriana    | Carla y Sandra | Comercial             | «Ain't No Sunshine» (Bill Withers)              |
| Lucía y Valero   | Ruth Prim      | Hip-hop               | «Señorita» (Lotso & Odie ft. Justin Timberlake) |
| Saydi y Ugo      | Carla y Sandra | Contemporáneo / Break | «6 Days» (Mahmut Orhan & Colonel Bagshot)       |

### Semana 10
| Pareja           | Profesor(es)   | Estilo                  | Canción                                           |
| ---------------- | -------------- | ----------------------- | ------------------------------------------------- |
| Adrián y Mónica  | Ruth Prim      | Hip hop                 | «Chun-Li» (Nicki Minaj)                           |
| Clara y Oriana   | Ruth Prim      | Hip hop                 | «Humble» (Kendrick Lamar)                         |
| Cristian y Saydi | Raymond Naval  | Contemporáneo / Hip-hop | «I Owe You Nothing» (Seinabo Sey)                 |
| Claudia y Ugo    | Iker Karrera   | Jazz-funk               | «Mambo No. 5» (Lou Bega)                          |
| Ester y Valero   | Raymond Naval  | Comercial / hip-hop     | «Top Off» (DJ Khaled ft. Jay Z, Future & Beyoncé) |
| Kino y Pablo     | Carla y Sandra | Contemporáneo           | «About You» (xxyyxx)                              |
| Lucía y Wondy    | Iker Karrera   | Contemporáneo           | «Never be» (Message To Bears)                     |

### Semana 11
| Pareja           | Profesor(es)   | Estilo        | Canción                              |
| ---------------- | -------------- | ------------- | ------------------------------------ |
| Adrián y Wondy   | Carla y Sandra | Contemporáneo | «Kiss Cover (RMX Libre)» (Tismé)     |
| Clara y Ugo      | Ruth Prim      | Hip-hop       | «Afrodita» (San & Sen)               |
| Claudia y Mónica | Ruth Prim      | Hip-hop       | «This Is America» (Childish Gambino) |
| Ester y Pablo    | Iker Karrera   | Jazz-funk     | «Skin» (Rihanna)                     |
| Kino y Oriana    | Raymond Naval  | Jazz-funk     | «I Got The Juice» (Janelle Monáe)    |
| Lucía y Valero   | Iker Karrera   | Jazz-funk     | «Fuego» (Eleni Foureira)             |

### Semana 12
| Pareja           | Profesor(es)   | Estilo                    | Canción                                  |
| ---------------- | -------------- | ------------------------- | ---------------------------------------- |
| Adrián y Wondy   | Raymond Naval  | Comercial                 | «Naughty girl» - (Beyonce)               |
| Kino y Ugo       | Iker Karrera   | Contemporáneo / Jazz-funk | «Fiction» - (The XX)                     |
| Claudia y Mónica | Carla y Sandra | Contemporáneo             | «You're the one that I want» - (Lo Fang) |
| Ester y Pablo    | Ruth Prim      | Hip Hop                   | «Da rockwilder» - (Method Man Redman)    |
| Lucía y Valero   | Carla y Sandra | Contemporáneo             | «Oh hiux» - (Momon)                      |

### Semana 13
| Concursante | Domingo                           | Lunes                                     | Martes                                            | Miércoles                               | Jueves (Final)                      |  |
| ----------- | --------------------------------- | ----------------------------------------- | ------------------------------------------------- | --------------------------------------- | ----------------------------------- |  |
| Wondy       | «Indigo Dream» (Jocelyn Pook)     | «Fake Love» (BTS)                         | «Until We Bleed» (Kleerup)                        | «Know myself» (Justine Skye Feat. Vory) | «Desde mi cielo» (Mägo de Oz)       |  |
| Pablo       | «Brother» (Matt Corby)            | «No vaya a ser» (Pablo Alborán)           | «Chi Chi» (Azealia Banks)                         | «Tongue» (Mnek)                         | «Unknown (To you)» (Jacob Banks)    |  |
| Adrián      | «Human» (Sevdaliza)               | «El patio» (Pablo López)                  | «Kiss Cover (RMX Libre)» (Tismé)                  | «No hay tanto pan» (Silvia Pérez Cruz)  | «Mistery of love» (Sufjan Stevens)  |  |
| Ester       | «Read all about it» (Emeli Sande) | «Smooth Operator» (Sade)                  | «No Diggity» (Alice Jemima)                       | «Tempt my trouble» (Bishop Briggs)      | «Nuvole Bianche» (Ludovico Einaudi) |  |
| Valero      | «Motivation» (Kelly Rowland)      | «I know you» (Craig David feat. Bastille) | «Top Off» (DJ Khaled ft. Jay Z, Future & Beyoncé) | «Paradise circus» (Massive Attack)      |                                     |  |
| Lucía       | «Lucía» (Rosario)                 | «Filthy» (Justin Timberlake)              | «Fuego» (Eleni Foureira)                          |                                         |                                     |  |
| Ugo         | «Callejero» (Dollar)              | «Honey» (070 Shake)                       |                                                   |                                         |                                     |  |
| Kino        | «Zum» - (Orquesta Color Tango)    |                                           |                                                   |                                         |                                     |  |